# HuBi 1
HuBi 1, aussi désignée PN G012.2+04.9 et PM 1-18, est une nébuleuse planétaire.

## Désignation
La désignation HuBi 1 a été attribuée par Guerrero et al. dans leur article de 2018. Elle fait référence à Hu et Bibo, les astronomes qui l'ont décrite pour la première fois dans leur article de 1990. Cette désignation, prononcée approximativement « Hou-bi-ouane » en anglais, évoque également Obi-Wan Kenobi, le personnage de La Guerre des étoiles.
Hubi1 était une étoile, semblable au soleil. Il y a 15 000 ans, elle s'est éteinte laissant ainsi son enveloppe de gaz s'échapper dans l'espace, sous forme de nébuleuse. En 2018, des astronomes ont découvert qu'elle s'était remise à fusionner et ainsi à vivre.